# Colônia Leopoldina (Santa Catarina)
A Colônia Leopoldina estava situada no sul do Brasil, na província de Santa Catarina, na região do "Alto Biguassú", à distância de 4 léguas e meia da capital, isto é, 14 quilômetros acima da foz do rio Biguaçu. Entre este e o rio Tijucas foi demarcada entre setembro e outubro de 1847 (memorial de 11 de outubro de 1847) por Antônio Gonçalves Franco uma área de duas léguas em quadro, a requerimento de Seridan Telghuis, representado pelo procurador Henrique Schutel. Hoje no local encontra-se a cidade de Antônio Carlos.
Em 1849 ainda não haviam sido colocados colonos, contando a concessão apenas um estabelecimento de criação. Em 1850 foi ali localizado o nacional Manoel José Ferreira. Em 1853, seis anos depois de demarcada a concessão, foram colocadas, em 14 datas, 38 pessoas belgas e alemães e quase todos procedentes da colônia Armação da Piedade, então em franca decadência.
A nova colônia, não obstante a fertilidade das terras em que estava situada, não prosperava, alegando o respectivo empreendedor a dificuldade de comunicação e o receio crescente dos ataques dos bugres, "que infestavam as matas da região". Propunha para isso a abertura de um caminho que comunicasse com os alemães do Louro e com a estrada de Lages, que passava do outro lado da serra, isto é, margeando o rio Imaruí acima.
Para facilitar a abertura de caminhos e conservação dos mesmos os colonos eram obrigados ao pagamento anual de "cem réis de braça de frente ou serviço equivalente".
Em 1854 existiam apenas 49 pessoas, sendo os entrados 63, todas de gente já localizada no país. Nove imigrantes que em 1849 vieram de Hamburgo e 5 que em 1853 chegaram da mesma procedência, com destino à colônia, não quiseram colocar-se, estabelecendo-se nas proximidades. Até 1857 somente 12 colonos procuraram estabelecer-se, fazendo derrubadas, mas não fixando residência com as famílias. A partir de 1857 os relatórios dos presidentes nenhuma referência fazem a respeito desta colônia, entendendo-se que a referida população confundiu-se com a do contorno, regendo-se pelas mesmas normas, extinto o regime especial para os estabelecimentos deste gênero.